# Volta Limburg Classic
La Volta Limburg Classic, nota in precedenza come Hel van het Mergelland (it.: Inferno del Mergelland), è una corsa in linea di ciclismo su strada maschile che si disputa ogni anno a Eijsden, nel Limburgo, provincia dei Paesi Bassi. 
Corsa per la prima volta nel 1973 come gara per dilettanti, è aperta ai professionisti dal 1993. Dal 2005 fa parte del calendario dell'UCI Europe Tour come prova di classe 1.1. La nuova denominazione è stata assunta nel 2012.

## Albo d'oro
Aggiornato all'edizione 2025.
| Anno                   | Vincitore                                                | Secondo                                                  | Terzo                                                    |
| Hel van het Mergelland | Hel van het Mergelland                                   | Hel van het Mergelland                                   | Hel van het Mergelland                                   |
| ---------------------- | -------------------------------------------------------- | -------------------------------------------------------- | -------------------------------------------------------- |
| 1973                   | Jan Spijker                                              | Johan van der Meer                                       | Frits Pirard                                             |
| 1974                   | Toine van de Bunder                                      | Bert Pronk                                               | Mathieu Dohmen                                           |
| 1975                   | Wil van Helvoirt                                         | Ad Tak                                                   | Frits Pirard                                             |
| 1976                   | Mathieu Dohmen                                           | Leo Van Vliet                                            | Toine van den Bunder                                     |
| 1977                   | Toine van de Bunder                                      | Gérard Mak                                               | Piet van der Kruys                                       |
| 1978                   | Toine van de Bunder                                      | Bert Oosterbosch                                         | Herman Snoeijink                                         |
| 1979                   | Herman Snoeyink                                          | Dries Klein                                              | Cees van Dongen                                          |
| 1980                   | Pim Bosch                                                | Frank Moons                                              | Adrie van der Poel                                       |
| 1981                   | René Koppert                                             | Ron Snijders                                             | Jan De Nijs                                              |
| 1982                   | Peter Hofland                                            | Leon Nevels                                              | Engelbert van Horik                                      |
| 1983                   | Jan Peels                                                | Bert Wekema                                              | Peter Damen                                              |
| 1984                   | Chris Koppert                                            | Jean-Paul van Poppel                                     | Nico Verhoeven                                           |
| 1985                   | Stephan Räkers                                           | Anjo van Loon                                            | Erik Breukink                                            |
| 1986                   | Marc van Orsouw                                          | Eddy Schurer                                             | Rob Harmeling                                            |
| 1987                   | Tom Cordes                                               | Johannes Draaijer                                        | Johnny Broers                                            |
| 1988                   | Gerard Möhlmann                                          | Ralf Grabsch                                             | Hans de Meester                                          |
| 1989                   | Willem-Jan van Loenhout                                  | Joost van Adrichem                                       | Maarten den Bakker                                       |
| 1990                   | Raymond Meijs                                            | Rinus Ansems                                             | Rob Mulders                                              |
| 1991                   | Rob Compas                                               | Rob Mulders                                              | Tristan Hoffman                                          |
| 1992                   | Martin van Steen                                         | Antoine Bok                                              | Bart Voskamp                                             |
| 1993                   | Erwin Thijs                                              | Wim van de Meulenhof                                     | Bennie Gosink                                            |
| 1994                   | John van den Akker                                       | Rob Compas                                               | Paul Konongs                                             |
| 1995                   | Max van Heeswijk                                         | John van den Aker                                        | Harm Jansen                                              |
| 1996                   | Lucien de Louw                                           | Jan Boven                                                | Raymond Meijs                                            |
| 1997                   | Raymond Meijs                                            | John Talen                                               | John van den Aker                                        |
| 1998                   | Raymond Meijs                                            | Ralf Grabsch                                             | Hans De Meester                                          |
| 1999                   | Raymond Meijs                                            | Michel Van Haecke                                        | Ralf Grabsch                                             |
| 2000                   | Bert Grabsch                                             | Dirk Müller                                              | David Moncoutié                                          |
| 2001                   | annullata a causa di un focolaio di afta epizootica      | annullata a causa di un focolaio di afta epizootica      | annullata a causa di un focolaio di afta epizootica      |
| 2002                   | Corey Sweet                                              | Thierry De Groote                                        | Germ van de Burg                                         |
| 2003                   | Wim Van Huffel                                           | Nico Sijmens                                             | Jens Heppner                                             |
| 2004                   | Allan Johansen                                           | David Kopp                                               | Jens Heppner                                             |
| 2005                   | Nico Sijmens                                             | Stefan Schumacher                                        | Maarten Wynants                                          |
| 2006                   | Mychajlo Chalilov                                        | Martijn Maaskant                                         | Bert Scheirlinckx                                        |
| 2007                   | Nico Sijmens                                             | Sergej Lagutin                                           | Niki Terpstra                                            |
| 2008                   | Tony Martin                                              | Adam Hansen                                              | Pieter Jacobs                                            |
| 2009                   | Mauro Finetto                                            | Federico Canuti                                          | Wouter Mol                                               |
| 2010                   | Yann Huguet                                              | Jos van Emden                                            | Dominic Klemme                                           |
| 2011                   | Pim Ligthart                                             | Federico Canuti                                          | Samuel Dumoulin                                          |
| Volta Limburg Classic  |                                                          |                                                          |                                                          |
| 2012                   | Pavel Brutt                                              | Simon Geschke                                            | Daniel Schorn                                            |
| 2013                   | Rüdiger Selig                                            | Sonny Colbrelli                                          | Paul Martens                                             |
| 2014                   | Moreno Hofland                                           | Sonny Colbrelli                                          | Mauro Finetto                                            |
| 2015                   | Stefan Küng                                              | Maciej Paterski                                          | Dylan Teuns                                              |
| 2016                   | Floris Gerts                                             | Sonny Colbrelli                                          | Philippe Gilbert                                         |
| 2017                   | Marco Canola                                             | Xandro Meurisse                                          | Nick Van Der Lijke                                       |
| 2018                   | Jan Tratnik                                              | Marco Tizza                                              | Jimmy Janssens                                           |
| 2019                   | Patrick Müller                                           | Justin Jules                                             | Ben Hermans                                              |
| 2020                   | annullata per la Pandemia di COVID-19 del 2019-2021      | annullata per la Pandemia di COVID-19 del 2019-2021      | annullata per la Pandemia di COVID-19 del 2019-2021      |
| 2021                   | annullata per le alluvioni che hanno colpito il Limburgo | annullata per le alluvioni che hanno colpito il Limburgo | annullata per le alluvioni che hanno colpito il Limburgo |
| 2022                   | Arnaud De Lie                                            | Stefano Oldani                                           | Loïc Vliegen                                             |
| 2023                   | Kaden Groves                                             | Maxim Van Gils                                           | Pascal Eenkhoorn                                         |
| 2024                   | Timo Kielich                                             | Pascal Eenkhoorn                                         | Henri Uhlig                                              |
| 2025                   | Dion Smith                                               | Frank van den Broek                                      | Niklas Larsen                                            |